# 地球 (ドラゴンボール)

ドラゴンボールにおける地球の地形

地球（ちきゅう）では、鳥山明原作『ドラゴンボール』における地球について記述する。

## 概要
『ドラゴンボール』の主な舞台となる場所。ドラゴンボールの世界地図は『ドラゴンボール大全集』および『超全集』、『ドラゴンボール フルカラー ピッコロ大魔王編 2巻』、ゲーム『DRAGONBALL Z THE LEGACY OF GOKU II』、ゲーム『DRAGONBALL Z Buu's Fury』、ゲーム『ドラゴンボール改 サイヤ人来襲』、ゲーム『ドラゴンボールZ カカロット』などで見れる。プレイディア用ゲーム『ドラゴンボールZ 真サイヤ人絶滅計画』に登場する世界地図は全く別の設定となっている。
この世の宇宙において、北エリアの銀河の辺境の地にある銀河星雲、太陽系に浮かぶ第三惑星。第7宇宙の端っこに位置する。破壊神ビルスの付き人ウイスからは「4032の緑の877惑星」と呼ばれている。ウイスの超高速移動で北エリアの界王星から約3分、ビルスの星から約35分の場所にある。陸地の形は現実における地球とはかなり異なる形をしており、多民族、多人種が共存している。地球の周りには衛星である月が回っている。言語は、宇宙公用語と呼ばれる地球を含む宇宙全般で使われている言葉が使われている。ただし、文字は現実世界の仮名・ラテン文字・漢字が使われている。
年号は「エイジ」が公用で使われているが、一部地域では西暦も使われている。信仰としては、仏教やキリスト教に似た宗教が存在している。だが、悟空などほんの一部の人間以外は、神様の神殿に住む本当の地球の神の存在を知らない。フォークやスプーンのほか、箸を使う文化も世界中に広く根付いている。
作中の時代設定において、第1話では「むかしむかしのこと」と語られ、最終回では「むかしむかし始まったこの物語は、やっと現代に帰ってきた」と語られているが、原作者である鳥山明は「『ドラゴンボール』は、いつの時代のどんな場所でのお話なのか、というような設定は決めてはいません。自由に何を描いてもいいわけですから」と述べている。
ドーム形や球状の建物など、この世界特有の形状をした建築物が多く、場所によっては東洋風の建築物も見受けられる。現実における地球と同じように、スポーツの祭典であるオリンピックも4年に1度行われている。『ドラゴンボール』の世界におけるオリンピック記録は、現実における記録とほぼ変わらない。またスポーツも盛んに行われておりプロ野球なども行われているが、球技や陸上競技よりも格闘技のほうが盛んであり、天下一武道会のような世界的な大会も開かれている。
インターネットやマスメディアも存在しており、テレビ、録画機器、映画、コンピューターゲームなども一般的に普及している。自動車の運転には現実の地球と同じく運転免許が必要だが、当時16歳のブルマや当時9歳のウーロンが自動車を運転している描写がある。
設定においても姓を持たない人物が大半で、ビーデルは悟飯に「名字と名前が分かれているのは今時めずらしい」と発言している。埋葬についてはウパがボラと悟空を土葬したこと、「死体を燃やしちゃ駄目」という悟空の発言から少なくとも土葬と火葬が存在する。
環境問題についてはかなり好状態らしく、実際に訪れているベジータからは「まあまあの星」、ナッパ（アニメのみ）からは「見たことがないぐらい素晴らしく、高値で売れる星」、フリーザからは「悪くない星」と評された。一方でバーダックに「食料は多いが人間も資源もあまり価値がないので注目されていない星」「技術力も戦闘レベルも低い人間のいる星」、銀河パトロールには「発展途上でたいして重要じゃない星」と言われていた。また、セブンスリーのデータによると「発展途上で無価値の星」だが、これはセブンスリーらサガンボ銀河強盗団が銀河パトロールに捕まる以前の古いデータだとされる。破壊神ビルスからは「うまい物がたくさんある星」と評される程に食文化は発展している事で、ビルスの破壊を免れているばかりか逆にフリーザの破壊をなかったことにし、破壊神が破壊を防いだという稀有な星となる。
『ネコマジン』の舞台も『ドラゴンボール』と同じ時代、同じ地球にある未開の世界だが、時代検証が困難なパラレルワールドだと説明されており、ネコマジンZが住むタマネギ岩が目印の荒野はサタンシティと地球を挟反対側に位置している。
作中では1回（アニメ『ドラゴンボールGT』の1回も含めると2回）消滅しているが、ナメック星のドラゴンボールによって元に戻っている。
なお、第7宇宙と表裏一体である第6宇宙にも地球は存在しているが、第6宇宙の地球は、過去にバカな争いをして人類は滅びてしまい荒廃した星と化している。第6・第7宇宙破壊神選抜格闘試合後にビルスが超ドラゴンボールに願ったことにより、第7宇宙とほとんど同じ文化を持つ星に再生した。
未来世界のトランクスがいる地球は、人造人間17号と人造人間18号によって多くの人間が殺され世界人口は数万人程度にまで激減しているほか、建造物も多くが破壊されてエネルギー事情が厳しいものとなっている。未来トランクスが人造人間17号と18号を倒した後は復興が開始され始めた。

アニメ『ドラゴンボール超』では、未来トランクスがバビディとダーブラを倒して魔人ブウ復活を阻止しているが、その後突如現れたゴクウブラックによって未来トランクスやマイを含めた一部を除く地球人のほとんどが殺され、荒廃した星と化しており、最終的には未来の全王によって不死身のザマスもろとも未来世界ごと消されたため、この時間軸では全王以外で生き残ったのは未来トランクスとマイだけになった。

## 経済・産業
世界共通通貨としてゼニーが幅広く使用されているが、一部地域でドルや円が使われているところもある。ゼニーの価値は、現実における日本円とほぼ等価値。『銀河パトロール ジャコ』では、1000億ゼニー=1500億円となっている。エネルギー燃料としては、エアカーの燃料であるプラニウム、自動車の燃料であるガソリンや軽油、宇宙船の燃料であるリキニウムがある。カプセルコーポレーションのホイポイカプセルが世界中に普及しており、反重力エンジンを積んだエアカーや反重力飛行機など先進の技術が生活に深く入り込んでいる。なお、乗り物は反重力エンジンを積んだエアカー以外にも車輪で動く自動車、オートバイや反重力飛行機以外のプロペラ機などの飛行機から船なども現役で存在しており、中には実在するメーカーの自動車やオートバイも存在する。その反面、軍需産業の肥大化も問題になっており、レッドリボン軍のように、ホイポイカプセルによる兵器の大量輸送や、遺伝子操作による人造人間の開発などの技術を悪用した犯罪も多い。宇宙へ進出する技術が遅れているため他の星との交流はほとんど無く、一般人の多くは異星人の存在を知らない。さらに、魔法や魔術といった超自然の力も一部で認められている。『銀河パトロール ジャコ』では、カプセルコーポレーションのブリーフ博士が銀河パトロールから重力コントロール装置の技術を譲ってもらったことが明かされている。また、地球に存在する非常に高価な貴金属「空金（スカイゴールド）」は他の星では「ブルーオーラム」と呼ばれ、様々な機械の動力源として使われている。
都市圏と地方の経済格差が非常に大きく、大都市では重化学工業に基盤を置いた都市開発がなされており、高層ビルが建ち並び交通機関や公共設備が発達している大都市がある一方で、地方においては、田園耕作や放牧、酪農など、昔ながらの農業生活が営まれており、ナムの村のように水道すらなく日常の生活用水に事欠き飢饉に苦しんでいる地域もある。教育設備の格差もあり、設備の良い大きな学校がある一方で、悟空の家がある地区のように学校すら存在しない教育福祉施設の立ち遅れているところもある。ただし、通信教育は発達しており、受講していれば児童に通学の義務は無い。また、病院が存在しない地方も多い。

## 政治
地球全土は、ひとつの連邦国家として統治されている。『ドラゴンボール』における地球は、全世界にある43の小国が集まり地球国とも言えるひとつの国家となっており、国同士の対立や戦争が起こりにくい環境になっている。これは異星人や魔界生物などといった地球外生命体の侵略に対抗するためといった防衛問題が各国の共通意識としてあり、国という枠組みを越えて地球国という旗の下統一される必要性があったからという説がある。また行政活動上の都合もあり、全世界は東西南北4つのエリアに区分けされている。
連邦国家における中央集権体制によって全権を握っているのが、キングキャッスルに住む国王である。原作第一話でブルマが「ずっと昔」と語っていた100年前にドラゴンボールを集めた人物は王様になった。国王が選挙によって選ばれるのか、世襲制であるかは不明。王が実権を掌握する君主制だが、政策はおおむね民主的であり、行政は各地方の自治体に任せている。地方行政からすれば国王への関心は薄い。産業、文化の違いが著しく、政治経済の機能は、西の都や中の都などの大都市に集中しており、地方までは行き届いていない。
中央の目が地方に届いていない分、世界的に治安は必ずしも良いとは言えず、都市圏から離れた場所にはピラフ大王やレッドリボン軍などの犯罪集団が頻繁に出没している。政府にも、国王が統帥権を持つ国の軍隊である王立防衛軍がある。主にキングキャッスルのある中の都を防衛する役割を担い近代兵器で武装した大規模な軍隊だが、ピッコロ大魔王やセルから瞬時にして壊滅させられるなど戦力的には弱い。

## 種族
地球上には大きく分けて3種類の人間が住んでいる。3種類の人間は一部を除き、いずれも能力的にたいした差は無い。また地球上に住む者の中には、他の星や他の世界出身の者も一部存在している。寿命については、作中天寿を全うした地球人が描かれたことはなかったが、数百年を生きた人間が何人か登場している。
人間型地球人
地球において最も一般的で数が多い。特別な力を持たない者がほとんどだが、一部には戦闘に長けている者や超天才的な頭脳を持つ者、不思議な能力を発揮できる者など、秀でた能力を持っている者も存在している。
動物型地球人
見た目は動物だが、手足を使い、喜怒哀楽といった感情を持ち、言葉を話し、武器を扱ったりできたりと、人間同様の行動をする。主な例としては、ウーロン、プーアル、シュウ、兎人参化、国王がこれにあたる。変身能力や、触った者を人参に変える能力などといった特殊能力を持つ者も存在する。鳥山明は「動物のキャラクターが多い理由は楽をするため」、「動物好きということもあるが、基本的には人間より安易にバリエーションが増やせるから」と発言している。ただしサイヤ人編以降は、動物型地球人の出番が減る。『ドラゴンボール大全集』7巻の説明では、動物型地球人は種類の違う者同士の子孫はできにくいため、徐々に個体数が減少しているものと考えられるとある。
ゲーム『ドラゴンボールZ カカロット』では、ブルマが10歳くらいの頃に「マジカル製薬」が開発した薬「アニマリン」を使って獣人になるのがブームになったという設定。セル編の頃にはブームが去り、獣人になっていた者は人間の姿に戻っている。ただし、同ゲーム内でウーロンは生まれつき豚の姿だと明言されている。
モンスター型地球人
人間型と動物型のどちらにも属さない者。主な例としては、ピラフ大王、アックマン、ミイラくん、ドラキュラマン、スケさんがこれにあたる。特異な外見をしているものが多く、不思議な能力を持つ者もいる。地球人の中では数が少なく、地獄出身の者も存在する。『ドラゴンボール大全集』7巻の説明では上記の動物型地球人と同様、モンスター型地球人も種類の違う者同士の子孫はできにくいため、徐々に個体数が減少しているものと考えられると説明されている。
人造人間
人間型地球人から改造された人造人間17号や人造人間18号、達人たちの細胞を集めてつくられたセルなど。
この他、原作から約250年後を舞台としたゲーム『ドラゴンボールオンライン』ではエイジ851にナメック星人が地球に移住してきたことになっており、地球には人間、ナメック星人、魔人の3つの種族が共存しているという設定になっている。

## 生物・生命
動物、鳥、魚類などの水中に住む生物、昆虫などといった現実における地球に存在している生物以外にも、恐竜、怪獣といった生物が生息している。これらの生物の中には言葉を話せるものもいる。
また、ロボット工学やバイオテクノロジーによってつくられた人工生命も存在する。
この他、地球には人間より古くから地球にいた種族としてネコマジンがおり、中にはその頃から生き続けている者もいる。また、かつて破壊神ビルスが昔一度地球に来た際、恐竜が失礼な態度を取ったので絶滅させたことが語られている。

## 地域

### 北エリア
北の都
北エリアにある大きな都。ドクター・ゲロの研究所を探すクリリンたちが上空を通っていった。『ドラゴンボールZ 復活の「F」』ではフリーザによって破壊されるが、戦いの後でブルマがドラゴンボールで元に戻す旨を語っている。
18号が服を奪った町
針葉樹と雪に覆われた小さな町。人造人間18号がピッコロらとの戦闘で破れた服の替えを手に入れるため訪れた。
ジンジャータウン
西の都近郊にあり高層マンションが建ち並ぶ町。セルが乗ってきたタイムマシンのすぐ近くにあることからセルの最初の標的となり、全住人がセルに吸収される。異変を知ってやってきたテレビ局も同様の末路を辿った。
ジングル村
雪に覆われた小さな村で、悟空の乗る飛行機が不時着した地点。悟空は、村の娘スノに助けられた。寒さ対策のため、すべての家に暖炉が備わっている。飛行機や車はない。マッスルタワー陥落後には、ハッチャンが村長の家でやっかいになることになった。魔人ブウ戦での元気玉には、村人全員が協力している。
マッスルタワー
ジングル村にある、レッドリボン軍のホワイト将軍が率いる部隊が駐屯している塔。

セルゲーム会場
セルゲームが行われた場所。場所は中の都の北西28KSの5地点。国王の軍隊がセルに対して戦いを挑んだ場所でもある。舞台の敷石はセルによって、この地の強固な岩盤から削り出されて作られた。セルゲーム会場になった場所は『DRAGONBALL Z THE LEGACY OF GOKU II』では「北の荒野」、『ドラゴンボールZ カカロット』では「コウダイホウ大地」とされている。
ドクター・ゲロの研究所
深い渓谷の中にある洞窟に建設された秘密研究所。

17号、18号との戦闘地点
始動した17号、18号の人造人間たちが悟空の仲間たちと初めて闘った、険しい崖沿いの道路が一本あるだけの場所。
中の都
王地キングキャッスルを要する首都を構える世界最大の都。都には、たくさんの高層ビルが建ち並んでいる。自社ビルの上部に巨大モニターがついておりピッコロ大魔王が敗れたことを報じたテレビ局のNBS、セルに襲われたテレビ局のZZTV、セルゲームを実況放送したテレビ局のZTVなどといった放送局が多数あり、世界中に向けた様々な情報が発信されている。
キングキャッスル
中の都の中心部に位置する国王が住む城。内部には国王専用のテレビ局もある。立法と行政の中心地であり、ここから全世界に政策が発せられている。西の塔は国王専用小型艇の発着場になっており、屋根がハッチになっている。一時期はピッコロ大魔王に襲撃され占拠された。

ブウのおうち
魔人ブウ（無邪気）がバビディを殺した後に町を破壊して、そこで休憩するために作った住家。その町の住人たちを粘土に変えて家を作る材料にした。イモムシのようなデザインをしており、1階にダイニングキッチン、風呂とトイレがある。前後に伸びた頭部のような2階部分には大きな窓があり、ベッドルームになっている。魔人ブウ（無邪気）と仲良くなったミスター・サタンも住み込んだ。銃を持った悪人に破壊されるが、アニメではその後犬のようなデザインをした家に建て直している。
ヤッホイ
天下一武道会会場があるパパイヤ島からほぼ地球の反対側に位置する場所。第22回天下一武道会を前に修行中の悟空が訪れ、ここからパパイヤ島まで泳いだ。
原作ではパパイヤ島で仲間と合流した悟空が話すのみで直接描写はない。初代アニメでは空港なども備えた都市だが、『ドラゴンボールSD』では小さな村でイエロー大佐が逃げ込んでいた。
『ドラゴンボールオンライン』では、エイジ250に降伏した最後の独立国家の名称が同名のヤッホイとなっている。
ユンザビット高地
エイジ261に、後に地球の神となるナメック星人の宇宙船が不時着した、大陸の島にある高地。幼少時代を過ごした場所でもある。ツンドラ地方に良く似た環境で、地表は土に覆われ草木が生えにくい環境。気候などの関係で生き物が生息するには、あまり適さない土地。
ラディッツ到着地点
豊かな牧草が広がり、ダチョウのような大型な鳥が放牧されている土地。ラディッツが地球に着陸した地であり、悟空とピッコロにより倒された場所でもある。『ドラゴンボール改 サイヤ人来襲』では「スピニッチ荒野」と名前がついており、『ドラゴンボールZ カカロット』では「東の大渓谷エリアに位置するルッカ村の近く」とされている>。
シルバー小隊仮設キャンプ
レッドリボン軍のシルバー大佐の仮設キャンプで、小高い山と雑木林に囲まれた静かな場所にある。悟空が初めてレッドリボン軍と出会った。

### 東エリア
ウーロンの棲家
ウーロンが近隣の村人たちから奪った金で建て、村の娘たちが贅沢三昧していた豪邸。門と家が中華風の造りをしている。
ウーロンの村
ブルマと共に旅に出た悟空が初めて立ち寄った、変身したウーロンに脅かされていた村。ドアの上に番号がふられているドーム型の家々が建ち並んでいる。悟空は、ここでウーロンと初対面する。『ドラゴンボールZ 超悟空伝 -突激編-』では「ヤンヤン村」と名前がついている。
ウサギ団の町
兎人参化率いるウサギ団に支配されてしまっている、この辺り一帯ではかなり大きな町。カプセル販売店、燃料スタンドなどがある。町中や周辺地域（フライパン山側から見た町の手前からピラフ城にかけて）には巨大なキノコが群生している。ピラフ城に向かう途中で、悟空たちが訪れた。『ドラゴンボールZ 超悟空伝 -突激編-』では「ファンガースの町」と名前がついている。
海賊の洞窟
ドラゴンボールを探す悟空たちが訪れた洞窟で、昔は海賊が使っていた。洞窟には多数の槍が飛び出す通路や、溶岩の落とし穴などがあり、中を海賊ロボが警護している。巨大タコの巣や、アニメではデンキウナギが住む池も存在する。また、奥の壁に隠れている場所には歴代の海賊の墓があり、海賊の首領の骨と、大量の財宝も隠されていた。悟空に破壊された海賊ロボの爆発で落盤が発生し、悟空たちが脱出した直後に埋もれた。

亀仙人とピッコロ大魔王の戦闘地点
岩場が林立する地帯。ピッコロ大魔王が亀仙人におびきよせられた場所であり、ピッコロは亀仙人の魔封波から逃れた後、この場で神龍を呼び出し若返りに成功する。住所はBFKの2235地点のあたり。

サタンシティ
元は、オレンジシティという名称だったが、この町に住んでいるミスター・サタンが世界を救った功績を称えて、サタンシティに改名された。悟飯が通学するオレンジスターハイスクールがあり、メインストリートには銀行のサタンシティバンクや、デートスポットにもなっているサタンタワー（アニメ版より）がある。治安が良いとは言えず、銀行強盗などの犯罪が後を絶たない。『ドラゴンボールZ カカロット』の地図では『ドラゴンボール大全集』および『超全集』の地図よりも少し西の位置に存在している。
サタンの家
サタンとビーデルが住んでいる。部屋数は50くらいあり、コックを雇っている。アニメ『ドラゴンボールZ』ではサタンの銅像がある部屋や、サタンシティでレッドシャーク団が暴れていた際にサタンが隠れていた屋根裏部屋もある。また、「SATAN HOUSE」という表札が出ている。『ドラゴンボール超』では応接室とバーが登場している。

孫悟空の家
悟空一家が暮らしている家。サタンシティから1000キロ以上離れた東の439地区にある山の小さな村にある。この家は村から少し離れており、周りを山や森に囲まれた場所に存在しているため、陸の孤島に近い生活をしている。また、隣の家には老夫婦が住んでいる。なお『ドラゴンボールZ 燃えつきろ!!熱戦・烈戦・超激戦』では、公式データというわけではないが、「かの有名なゼミナール」の保護者面接シーンで試験官が見る悟飯の入学願書に「58N018 東の439地区」という住所が書かれているシーンが、ほんの一瞬ある。『ドラゴンボール超』では屋根の部分にアンテナが設置された。『ドラゴンボールZ カカロット』では家自体が元々は牛魔王の所有物で、悟空とチチの結婚後にホイポイカプセルに入れて渡したと語られる。新居を立てるに相応しい場所を探して悟空とチチがあちこちを転々とした末、悟空の故郷であるパオズ山が理想の場所だったと判断して建てた。
孫悟飯の家
悟空が育ての親である孫悟飯と暮らしていた人里離れた場所に建つ一軒家。ベッドと箪笥がひとつずつ置かれており、部屋はひとつだけの質素な家である。自然豊かで近くには川や竹林があり、悟空は巨大な魚を捕って食べたりしていた。『ドラゴンボールZ カカロット』では悟空は結婚後にチチを連れてこの家に戻ったものの、二人で暮らすには狭いという理由で上記の新居へ移ったと明かされている。
東の都
高層ビルが立ち並ぶ都。ベジータとナッパが着陸した際に、ナッパが繰り出した衝撃波により都に住む人々とともに壊滅した。『銀河パトロール ジャコ』にも登場しており、日本的な雰囲気の建物も多く和洋が入り乱れた街並みをしている。『ドラゴンボール改 サイヤ人来襲』では多林寺は東の都にあるとされる。
小さな島
『銀河パトロール ジャコ』に登場した、東の都の近くにある大盛博士が住む小さな島。東の都とはモーターボートで30分の距離にあり、所有権は都にある。かつてこの島では政府の要求で極秘裏にタイムマシンの開発が行われていた。周囲には夜行性のオバケ鮫が生息しているがジャコに退治された。島からモーターボートで2時間ほどの所にロケットの打ち上げ場所に使われた木初島（きういとう）がある。
アニメ『ドラゴンボール超』ではジャコの回想シーンで登場。『Vジャンプ』連載の漫画版にも登場しており、ブルマの姉のタイツが住んでいる。
東の村
クリリンの出身地。クリリンは武天老師の弟子になるため、ここから船を漕いでカメハウスまで行った。
ピラフ城
世界征服を企むピラフ一味の住む城。

ヤムチャの隠れ家
岩山が林立する地帯の岩山をくり抜いて建てられた、内部が空洞になっている隠れ家。盗賊をしていたヤムチャとプーアルが根城としていた。正面には千錘百錬という文字が大きく書かれている。風景に溶けて見つけにくく、上部に開いた穴から外部を監視できる。中はわりと綺麗にしている。
南部変身幼稚園
変身大学への進学率No.1を誇る名門中の名門である幼稚園。授業は難しい。変化の術には理屈もなにもないため、授業ではひたすら実演をさせられる。変化の力を伸ばすため、生徒の住居からはものすごく遠い場所にあり、車や鳥など速い物に変化しないと遅刻してしまう。変身の訓練には、葉っぱを一枚を貰って行う変身ラジオ体操などがある。また、10日の基本プログラムで上達する変化教育もある。プーアルの出身校でもある。ウーロンは先生のパンティーを盗んだため中退させられている。園長はコンダヌキ先生で、ウーロンとプーアルの授業担任はポンギツネ先生。本編では名前のみだが、ゲーム『ドラゴンボール 大魔王復活』で幼稚園が登場している。
ランドセルタウン
2人組の銀行強盗が現れた、サタンシティの隣町。

### 西エリア
神様の神殿
空中にぽっかりと浮かぶ、神の住む神殿。カリン塔の上部に存在するが、厳密には地球とは別次元に存在し、カリン塔と神殿が如意棒で接続されることにより現世に実体化する。実体化後は舞空術や飛行機などで行き来することが可能となる。アニメ版では悟空が如意棒で向かった際には雷にも打たれた。
神殿の上部には、タイル貼りの庭と樹木、神が生活している神殿がある。庭は、カリンから神に会う資格を得た者をミスター・ポポが試す競技場にも使われるため、とても広いスペースになっている。空気が薄いため、ここでの修行の効果は高い。神殿の下部は、複雑な迷路のように入り組んだ通路になっており、最深部の階には地球とは別次元にある、精神と時の部屋（後述）へと入るための入り口がある。また、丸い屋根の下にベッドが2つだけというシンプルな寝室やトイレが存在する。ゴテンクスと魔人ブウとの戦いの際に破壊されたが、その後元通りに復元している。
アニメでは、神殿の一室に先代の神々の墓場である異空間の神仙界があり、歴代の神々の霊がさまよっている。神仙界は神聖な場所であり、うかつに足を踏み入れると神々の怒りによって、霊に形を変えた歴代の神に巻きつかれ、電撃を浴びせかけたうえ魂を抜かれ取り殺されてしまう。神仙界には神殿の底に開いた穴があり、世界にある7つの大きな気流が集まっているので、そこに超神水を注ぎ込むと地球全体にまんべんなく撒くことができる。
アニメでは時の部屋と呼ばれる部屋が登場する。時をつくり、過去と現在と未来が交じわり合うという空間で、そこでは心を時間移動させることができる他に、どこへでも行ける瞬間移動装置、下界のすべての場所を映し出す甕の中にある水の鏡である神の水鏡なども存在する。『超』では地球をくまなく見守るために行きたいところに行けるとされ、如意棒を格納して神殿ごと空を移動している。
精神と時の部屋
神様の神殿最下層にある、修行のための部屋。老界王神は「時の異次元世界」と呼ぶ。出入り口兼用の建物以外には何もない、地球と同じ広さの真っ白な空間が延々と広がっている。建物には風呂、トイレ、ベッド、食料庫がある。食べ物は、質素な粉と水があるのみ。空気は外の約4分の1、重力は地球の10倍、気温は50度からマイナス40度へと急激に変化する過酷な環境である。室内は外の世界と時間の流れる早さが異なるため、ここでの1年は外界の時間の1日と同じである。細かい時間計算は明確にはなっていないが、原作のセリフなどで明確になっているのは部屋の1年＝外界の1日、部屋の6時間＝外界の1分である。悟空が子供の頃初めて入った際には、気が狂いそうで室内時間で1か月もいられなかったという。
通常の地球時間で数えて生涯で48時間しか使用できず、それを超えた場合は部屋の出口が消えて出られなくなる。ただし、出口が無くなってしまっても、とてつもない気の力で次元に穴を開け、脱出することも可能。部屋の扉を閉めてしまえば完全に下界の情報はシャットアウトされるが、ピッコロのテレパシーによる心に話しかける会話は可能。部屋の定員は2人までとされているが、魔人ブウが入った際には4人が入室している。
魔人ブウ編で出入口が破壊されたが、アニメ『超』ではデンデが直しており、悟空がベジータと共に3日入って3年分の修行をしている。その後ベジータが何度か使用しているが、部屋を出るたびに破壊している。
ゲーム『ドラゴンボールZ カカロット』では、セル編と魔人ブウ編の間に精神と時の部屋に一度に入れる人数の調整を行うサブクエストが存在する。

ギランの村
天下一武道会にも出場したギランが住んでいる村。隣にはパンダの動物型地球人が住んでいる。住所・XBC44735BB。

悟飯の修行場
サイヤ人に対抗するため、悟飯とピッコロが修行した土地。恐竜たちが住む湿原地帯であり、高く険しい岩山が林立する土地の周りには砂漠地帯が広がっている。また、ナメック星と環境がよく似ている。アニメでは孤島という設定で、ネムリア遺跡も存在している。『ドラゴンボール改 サイヤ人来襲』では悟飯たちが修行した場所は「ブレイク荒野」、『ドラゴンボールZ カカロット』では「ブレイク湿地」と名前がついている。また『ドラゴンボール改 サイヤ人来襲』でナッパや栽培マンと戦った場所は「パプリカ荒野」と名付けられている。

聖地カリン
仙猫カリンの住む塔がある、聖地としてあがめられている場所。生い茂った木々に囲まれた自然豊かな土地であり、塔のふもとにはこの地を守護しているボラとウパの親子が住んでいる。魔人ブウ（悪）とゴテンクスの激しい戦いの際には、焦土と化した。
カリン塔
カリンの住むとてつもなく長い塔。トーテムポールのようなデザインで、しがみつきながら登るか舞空術で頂上にアクセスする。

桃白白が服を奪った町
カリン塔からレッドリボン軍本部までの、ほぼ中間地点にある町。桃白白が殺した仕立て屋が店を営んでいた。
西の都
カプセルコーポレーションがある、世界中でもっとも科学技術が発達した大都市。地球を43地区に分けた場合の29番地区。コンピューターにより全住民のデータが管理されている。警官が持つ小型コンピューターは住民の名前を打ち込むと、住民の顔写真と住所を映し出す優れ物。
ピッコロ大魔王が最初に引いたくじ引きによって、最初の標的にされたことがある。ベジータ戦の後に悟空たちが入院した病院や、アニメオリジナルの空中遊園地もここにある。
西の都の病院
西の都でもっとも大きい病院。屋根に巨大な十字マークが描かれている。悟空たちが入室していた病室は9人が入っても余裕があるほど広い。看護用の普通のベッドのほか、重体患者用の特殊治療ベッドが用意されており、ボタンひとつで簡単に患者の負担を減らすための環境設定ができるようになっている。

パセリシティ
西の都の近郊BBNの49地点にある、未来の世界で人造人間によって壊滅させられる町。未来に戻ったトランクスが17号と18号を撃破した町でもある。
ベジータとの決闘地点
岩山で形成された大地であり、人や動物の住む形跡は全くない。ナッパを倒した悟空がベジータと決着をつけるためにやってきた場所で、悟飯の修行場の近くにある。『ドラゴンボール改 サイヤ人来襲』、『ドラゴンボールZ カカロット』では「ギザード荒野」と名前がついている。
南地区48地点の大きな町
セルに全住民が吸収され、テレビで大きく報道された町。
レッドリボン軍本部
レッドリボン軍の本拠地。

### 南エリア
フライパン山
頂上に牛魔王が住む城がある炎に包まれた山。もともと涼景山と呼ばれていた気候の穏やかな過ごしやすい環境の場所だったが、エイジ739に天から火の精が落ちてきたため燃え盛る山となり周囲の気候も灼熱地帯に激変した。牛魔王はこの出来事が起こった際、赤ん坊だったチチとピクニックに出かけていたため事無きを得た。火事を消すために亀仙人が放った、かめはめ波により山は城ごと消滅してしまう。
アニメでは、フライパン山があった場所は後に牛魔王の村となり、牛魔王とチチ、村人とが仲良く暮らしていた。後に城が再建されたが、悟空とチチの結婚式の際には五行山の八卦炉の底に穴が空いたことにより再び城が火事になった。冒険に出た悟空とチチの活躍により炎は消し止められ、無事フライパン山で悟空とチチの挙式が行われた。
カメハウス
亀仙人がウミガメと共に暮らしている家。大陸の南にある群島の中の小さな島に建っている。常夏らしく常に温暖な気候で、アニメではヨットやモーターボートに乗った若者が登場する。
当初は亀仙人とウミガメとの二人暮しであったが、悟空とクリリンが亀仙人の下で修行を行う時から第23回天下一武道会の開催前後までは、ランチも一緒に住んでいた。後に、クリリンや人造人間18号とその子供マーロンも一緒に住むようになる。ストーリー中では大事が起きた際に主要人物が集まる避難所的な場所として用いられると同時に、談話室の役割も果たす。
外観は2階建てで外壁はピンク色に塗られ、赤い文字（屋根と同色）で「KAME HOUSE」と書かれている。ランチが旅に出た後には改装され、部屋が少し広くなった。家自体はカプセルコーポレーション製のホイポイカプセルに収め、持ち運ぶことができるため、弟子として入門した悟空とクリリンを修行させる際や、封印を解かれたピッコロ大魔王が活動を開始した際には、他の島に移動させていた。
大陸の南にある群島の中に存在している、海上の小さな孤島の上に建っている。所在地は「NBI 8250012B」。レッドリボン軍のレーダーで「ESA7024地点」、人造人間16号のデータで「南のF地点」を指し示す位置に存在する。
村や町、都などからは遠く離れており、近くの大きな島へ買物などへ行く際には、全てボートなどを使わなくてはならない。そのため交通手段がなくなると泳いで行く羽目になる。また地下にウミガメが個室を持っており、外の砂浜に出入り口があるが満潮時には使えない。カメハウスが満潮干潮で沈まない理由について鳥山明は、「島自体が浮いているからじゃないか」と述べたうえで、「でもそれだと、どうして潮流に流されないのかとなるな…」と答えている。
外見とは裏腹に広い。床はフローリングになっており、テレビ、冷蔵庫、ソファーなどがひととおり揃っている。電話だけは無かったため、ブルマが後に作成しており、フリーザ編ではナメック星からの連絡を受信していた。オーディオ設備なども揃っており、亀仙人は録画機器で「オマタヒロゲテ・エアロビクス」を欠かさず録っている。冷蔵庫には約1か月分の食料が入っており、風呂、トイレ、洗面所は一緒になっている。2階は亀仙人の寝室となっており、ベッドと甲羅のスペアなどが入っている洋服ダンスがある。ランチが住んでいたときは、いつの間にか彼女に占領されてしまい、ランチ用のタンスが変身前と変身後の2つ置かれ、女の子らしい洋服と戦闘用の武器が別々に保管されている。また、窓には機関銃が設置されていた。屋根裏には秘密の隠し部屋があり、200年以上にわたって集めた亀仙人のエロ本コレクションが隠されているが、2階にランチが住み着いたときにはヤシの木を登らなければ取りにいけなくなり、たまにチカンと間違えられてしまう。地下には地下闘技場があり、亀仙人はここでこっそり鍛錬して己の技に磨きをかけていた。
アニメ『ドラゴンボール』では、亀仙人の若い頃（約300年前）の写真を収めていたアルバムがあり、それをブルマが発見している（第82話）。終盤のウェディング編では、再び出火したフライパン山の火を消すべく、芭蕉扇の作り方を記した書物を悟空とチチが探しに来ている。書物の内容は酔った勢いで書いたデタラメなものであった。また、エロ写真が挟まれているものもある。
ブルー中隊仮設キャンプ
レッドリボン軍のブルー将軍率いる仮設キャンプがある小さな島。アニメでは島にある洞窟が潜水艦の基地となっており、ブルー将軍が乗る大型の潜水艦が出陣した。

ペンギン村
則巻アラレや則巻千兵衛らが暮らす、南の小さな島にある田舎村。ブルー将軍を追って悟空が訪れた。住民はホイポイカプセルの存在を知らない。

修行の島
亀仙人が悟空とクリリンに修行をつけるためにやってきた、かなり栄えた島。周囲にある島々の中ではかなり大きい。カメハウスの食料品などは、この島の店で購入している。サーベルタイガーや恐竜が住むジャングルや、ジョーズの住む湖などといった自然環境も存在している。悟空とクリリンはここで、亀仙人による牛乳配達や素手での畑耕しといった基礎体力をつける修行や一般教養に到るまで、亀仙流武術に関することを学んだ。
17号と闘った島
悟空の居場所を確認するため、カメハウスに訪れた17号たちをピッコロが誘き寄せた無人島の一つでピッコロが17号と闘った。
南の島
ウーブの出身地。家が貧乏で、兄弟に食料を買うためにウーブは天下一武道会出場を決意した。
セルが完全体になった島
セルが18号を吸収し、完全体になった島。
パパイヤ島
天下一武道会会場の武道寺がある、小さな大陸ほどの広さがある島。南の都がある大陸の隣に位置する。また武道時を中心に成り立っている島でもある。年中、温暖多湿な気候で、ヤシの木が高く生い茂り、南国で育つ植物が多く生えている。かつては火山島であり、巨大な山が島の中央にそびえ、なだらかな傾斜の末広がりな地形になっている。港のほか、ドリアン空港というこの島唯一の空港があり、入り口には多くのタクシーが止まっている。『DRAGON BALL 大全集』の4巻での鳥山明のインタビューによるとパパイヤ島は家族やアシスタントと一緒に旅行で訪れたバリ島をモデルにしているという。
南の都
パパイヤ島の隣にある大きな大陸ほどの広さがある島にあり、大きな都市では最南端に位置する。またパパイヤ島の首都。海岸沿いに面した観光地的な要素が強いリゾート地の町。『ドラゴンボール大全集』4巻では物語中ではセリフのみ登場する存在とされているが、『ドラゴンボール大全集』7巻では天下一武道会会場の武道寺がある町だと説明されている。天下一武道会でピッコロが放った技により町は多大な被害を受けるが、後に町は復興した。第21回天下一武道会の終了後に悟空たちが訪れたレストラン「デリシャス菜館」がある。
悟空が服を買った町
南の都がある大きな島に位置するウエスタン風の文化を受け継ぐ片田舎の町。悟空たちが占いババの館に行く途中、服を買うために立ち寄った。『ドラゴンボールZ 超悟空伝 -突激編-』では「ウエスタンの町」と名前がついている。
19号との戦闘地点
南の都がある大きな島にある岩山に囲まれた荒野で、19号と20号の現れた島での闘いは被害が甚大なため、人気のないこの場所に移した。この場所での戦闘で悟空は伝染病により19号に敗れ、ベジータが19号を倒すことになる。
ヤジロベーとの遭遇地点
南の都がある大きな島に位置するタンバリンを追跡中に悟空が叩き落された場所。平原と熱帯雨林が隣接する特殊な地域。
19号、20号の現れた島
北側に大きな岩山があり、中央から南へ向かって町が広がっている島。南の都の南西9キロの地点にあり、経済的にも恩恵を受けている。定住者だけでなくリゾート客も多い。19号と20号が現れ大量虐殺を行ったため、島の住民はほぼ全滅に近い状態になった。アニメ『ドラゴンボールZ』第127話では亀仙人たちが見ているテレビニュースで「アメンボ島」と呼称している。また、『DRAGONBALL Z THE LEGACY OF GOKU II』では「アメンボ島」、『ドラゴンボール アルティメットブラスト』では「あめんぼ島」、『ドラゴンボールZ カカロット』では「パパイヤタウン」と名前がついている。
ナムの村
ナムが住む、岩山に囲まれた小さな集落。もともと痩せた養分のない土の土地の上に、少ない雨という自然環境に悩まされている。住人たちは貧しいながらも自給自足で寄り添いながら生活しているが、年によっては食料にも困るような暮らしを送っていた。村の娘はアラビア風の衣服を着ている。住所はSAM 275508S。
アニメでは砂漠地帯にあるという設定になっており、ギラン一族が作ったダムのため村が水不足の状態になっていた。
占いババの宮殿
占いババが住んでおり、玄関には占ってもらいたい人の行列ができている。正面玄関、ホールがあり、中央には野外競技場、一番湖岸から離れた建物の中にも悪魔の便所と呼ばれる闘技場がある。悪魔の便所は、下部がなんでも溶かす毒の沼で満たされ、便器に座った悪魔像の舌の上で闘う。住所・FS199644CC。
バビディの宇宙船の隠し場所
民家が1軒だけ建っている場所。もともとは牧場だったが、住民はすでにバビディたちに殺害されている。地中には、界王神たちの探索を逃れるためにバビディが隠した宇宙船が埋まっており、封印の玉から魔人ブウを復活させるための本拠地にしている。宇宙船の先端が地表に突き出しており、入り口になっている。宇宙船内は6層になっており、お椀型の宇宙船に塔をくっつけたような形をしている。外周部にある4本のタンク状の部分は、戦士たちの部屋や控え室になっており、敵が侵入した際にはプイプイ、ヤコン、ダーブラなどが、上部にある4つのステージで迎え撃つ。最下階の上はバビディの司令室になっており、最下階には魔人ブウが封印された玉が保管されていた。この場所は『DRAGON BALL 大全集』4巻での鳥山明のインタビューによるとアフリカの写真集で見た荒野の風景を参考にアレンジして描いたという。
ピラミッド
アラレに吹き飛ばされたブルー将軍がたどり着いた、エジプトの砂漠の中にある四角錘の建造物。公衆電話が近くにある。
アニメでは、修行中のピッコロが念力を使い宙に浮かせたこともある。
ピラフとの決闘地点
低い岩が点在する草原に長い一本道が通っている平野。悟空はドラゴンボールの一星玉を持ったピラフの居場所を占いババに聞きこの場所で対決した。

### アニメオリジナルの場所

#### 『ドラゴンボール』に登場
キウイ山
火食い鳥が棲むと言われている南方にある火山。悟空とチチが火食い鳥の羽を求めて訪れた場所であり、山にある洞窟の中では博士が火食い鳥の卵を見守っていた。『ドラゴンボール改 サイヤ人来襲』では南の都がある大陸にあるとされる。
ギラン一族のダム
ギラン一族が水を独占する目的のために、グルグルガムで作った頑丈なダム。悟空によって破壊される。
五行山
牛魔王の城の裏側にある山。頂上にいる太上老君ことアンニンが管理している八卦炉にかかった鍋の蒸気により、頂上があの世と繋がっている。死んだ孫悟飯じいちゃんが八卦炉を守衛するアルバイトをしており、山の手前には山の番人がいる。
ゴロゴロ山
雷雲が常に覆っている山。悟空が修行のために聖なる冠を取りに行った。
大拳の道場
悟空に試合を申し込まれた武道家、陳大拳親子が構える道場であり住居。
チャオの住む村
金角、銀角に狙われた貧しい村。悟空の活躍で平和を取り戻す。
八角村
ウーロンの故郷であり、スケベな性格をした豚の動物型人間だらけの村。万病に効くと言われている、バショ温泉という露天風呂がある。
ピラフの秘密基地
砂漠の下にある、竹の子型の基地。

フラッペ博士の研究所
ジングル村の山奥にあるフラッペ博士の研究所。ここで人造人間8号の体内にある爆弾が除去された。
フラッペ山
女人禁制の掟がある、悟空が雪を取りに来た炎も凍るほど寒い雪山。『ドラゴンボール改 サイヤ人来襲』では北の都近くにあるとされる。
古道具屋
ある町にある、コソ泥の少年が悟空から奪ったドラゴンレーダーを200ゼニーで買い取った店。
魔界の村
クレス王国にある村。夜になると魔界の門から現れた魔人が暴れまわることから、魔物の村と呼ばれている。近くには城があり、悟空は城の王から魔界の門を閉じるよう頼まれた。
幻の湖
砂漠の中を移動する不思議な湖。砂嵐とともにナムの村に現れ水不足を解消した。
メンタンピン村
天津飯と餃子が猪鹿蝶とグルになり、人々から金をだまし取っていた村。
山神を祭る村
山の麓にある村。天下一武道会に向けて修行中の天津飯たちが立ち寄り、溶岩流から救った。
ランチが訪れた酒場
悟空と出会う前、列車強盗をしたランチが立ち寄った小さな町の酒場。お尋ね者となったランチをノッポ、チビ、デブの賞金稼ぎがランチを狙った。ランチはこの場所で作中初めて変身した。
レッドのゴルフ場
レッド総帥専用のゴルフ場。広大な土地で、移動用カートもある。

#### 『ドラゴンボールZ』に登場
孤児達の住処
ピゲロたちが住む。昔、津波に襲われた町の廃墟のビル。
ニッキータウン
ジンジャータウンの次にセルが襲った町。「バトルボール」というアメリカンフットボールのようなチームの拠点もあり、バスでニッキータウンへの帰路に着いている最中にセルと遭遇・交戦するが、選手たちもバスの運転手も全員がセルの犠牲になった。後に町も襲われ、住人全員が犠牲になった。
シェルタードーム
「セルは1度襲った場所は2度と襲わない」という噂を信じたバーボンたちが建造した、対セル用シェルター。悟飯が破壊した。
バジルタウン
クリリンが、ここを襲っていたセルと交戦した場所。バジリコ畑やバジル空港という飛行場があり、セルの襲来を生き延びた姉と弟がクリリンの助けにより飛行艇で脱出した。
ペッパータウン
人造人間17号と人造人間18号が大量虐殺を行い壊滅させた、未来の世界にある都市。
ポリサスシティ
近代的な大都市。見せしめのため、ブウによって全住民がチョコに変えられ食べられた。
湖の島
ベジータが魔人ブウと闘っている時、ブルマが最後のドラゴンボールを発見した場所。
ランチが訪れた町
サイヤ人襲来に向けて修行を重ねる天津飯に出会う前に、ランチが行った酒場があるさびれた小さな町。酒場でバーテンダーがランチのお金を盗もうとした。

#### 『ドラゴンボール超』に登場
おそろしの森
とある島にある深い森。心の奥底に巣くう記憶が形を成すあの世とこの世のはざまの森であり、貴重な薬草である「極楽草」が生息する。
孫悟飯邸
サタンが悟飯と結婚したビーデルのために建てた超豪邸。アニメでは悟飯の家は複数存在しており、その内の1つ。すぐ近くにはサタン所有の山があり、ピッコロが住んでいる。
天津堂
天津流道場とも呼ばれる、天津飯が山奥の町に構えた道場。道場も含め町は中国風であり、中華飯店、中華雑貨店などの店が並んでいる。
南国リゾート
ベジータ、ブルマ、トランクスがジェット機で訪れた南国の島。レストランやファイヤーダンス会場があり、ハワイやグアムのようなリゾート地となっている。
モンスター島
南にある大きな島であり、17号が密猟者から守っている巨大な王立自然公園の動物保護区。島にはミノタウロスをはじめ珍しい動物の数々が生息しており、自然が手つかずの状態で残っている。島の近くにはウーブが住む村がある。

#### 劇場版・イベント用アニメに登場
悪魔の手
『ドラゴンボール 魔神城のねむり姫』に登場。魔神城がある、手の形のように連なった5つの山。カメハウスからはるか西にある。
ガーリックJr.の宮殿
『ドラゴンボールZ』に登場。カメハウスから南方の紅の海にあるガーリックJr.の大宮殿。魔族の力で周囲の大気が赤い。
北の氷河地帯
『ドラゴンボールZ 極限バトル!!三大超サイヤ人』に登場。険しい崖ある北の荒野にあり、悟空たちが人造人間13号たちと闘った。
キャンプする森
『ドラゴンボールZ 地球まるごと超決戦』に登場。悟飯たちがキャンプをした森で、火事で森が全焼するが神龍の力でよみがえった。
グルメス王国
『ドラゴンボール 神龍の伝説』に登場。グルメス王の本拠地。

紅の海
『ドラゴンボールZ』に登場。亀仙人の島から南方にある海。ガーリックJr.の宮殿があり、魔族の力で周囲の大気が赤い。
氷の大陸
『ドラゴンボール超 ブロリー』に登場。見渡す限り雪と氷に覆われた場所。悟空とベジータがブロリーと戦った場所であり、戦いの中で起こった爆発により地面が打ち砕かれ地底を流れる溶岩が噴き出し、氷の平原が燃える大地へと変貌した。
サタンのホテル
『ドラゴンボール オッス!帰ってきた孫悟空と仲間たち!!』に登場。魔人ブウを倒した記念に造ったホテルで、正式名称は「魔人ブウから地球を守った英雄ミスターサタン!!スーパーゴージャスホテル」。高層建築のホテルで、中庭にはサタンの顔をあしらった植木があり、庭の広い池には屋根付きの広場がある。完成記念パーティー中に起こったアボとカドとの戦いにより壊される。
ツルマイツブリ山
『ドラゴンボールZ この世で一番強いヤツ』に登場。遙か北方に位置する、巨大な氷山。太陽の熱でも溶けないため「永久氷壁」とも呼ばれていた。内部にはDr.ウイローがその研究所と共に封印されており、その復活を企んだDr.コーチンの神龍への願いによって跡形もなく溶かされた。
Dr.ウイローの要塞
『ドラゴンボールZ この世で一番強いヤツ』に登場。ツルマイツブリ山の氷河の下から現れた巨大な黒いドーム型要塞。かつてこの地に降った大雪で、Dr.ウイローの研究所ごと埋もれていた。
ナタデ村
『ドラゴンボールZ 危険なふたり!超戦士はねむれない』に登場。恐竜に脅かされていた村で、ブロリーが復活した地点。
バトルアイランド
『ドラゴンボールZ 銀河ギリギリ!!ぶっちぎりの凄い奴』に登場。天津飯対トランクス戦などが行われた、ドーム型の屋根を持つ、天下一大武道大会の予選会場。
バトルアイランド2
山の上にあるドーム状の天下一大武道会の決勝戦会場。ジェットコースターのようなカプセル状のマシンに乗り込み射出され、CGが出現するトンネルをくぐった先にはバトルゾーンと呼ばれる砂漠や灼熱などの4つの戦場がある。悟飯たちがボージャック一味と戦った。
パンジの村
『ドラゴンボール 神龍の伝説』に登場。リッチストン採掘を目的とした軍隊に荒らされた村。
ピッコロの家
『ドラゴンボール超 スーパーヒーロー』に登場。険しい岩山に囲まれた湖のほとりに建っている。外観はナメック星人の住む家と同様のもので、1階は椅子とテーブルが置かれた簡素な部屋になっており、2階の寝室は悟飯一家から一方的に贈られたペネンコのぬいぐるみであふれている。家の外には郵便ポストが備え付けられている。ピッコロはここでパンに稽古をつけたり、近くの岩山の山頂で修業を行ったりしている。
PRISON8（プリズンエイト）
『ドラゴンボール超 スーパーヒーロー』に登場。Dr.ヘドが収容されていた刑務所。入口は遊園地のような外観で、扉の上には「PRISON8」のネオンサインがあり、券売機が設置されている。第八刑務所とも呼ばれる。
魔神城
『ドラゴンボール 魔神城のねむり姫』に登場。悪魔の手に建っており、ルシフェルと配下の魔物が住む城。大広間の長い階段がある台座の上には、四方をカーテンにかこまれた、ねむり姫の寝室がある。
ミーファン帝国
『ドラゴンボール 摩訶不思議大冒険』で悟空たちが武術大会のために訪れ、鶴仙人たちと戦った場所。
ミスこの世で一番べっぴん世界大会会場
『ドラゴンボールZ 極限バトル!!三大超サイヤ人』で、亀仙人たちが楽しみにしていた、ミスコンが開催される会場。
メイクイーン城
『ドラゴンボールZ 超戦士撃破!!勝つのはオレだ』に登場。孤島の山腹にある、ジャガー・バッダ男爵の城。バイオブロリーなどのバイオ戦士を製造する研究室もある。研究室にある培養カプセルやタンクの中には空気に触れたら遺伝子の異なる生物の細胞を食い増殖してどんどん大きくなり、異なる細胞を食い合うことで増殖する力が強くなる性質も持ち、触れた人間や動物を溶かしこみ遺伝子の異なる生物も吸収して増殖する培養液が保管されていた。悟天たちがバイオ戦士やバイオブロリーと戦った場所。
バイオブロリーの暴走で培養液が大量に流れ出て、培養液を浴びせられたバイオブロリーの細胞も取り込んだために異常なパワーを得て大量に増殖した培養液が島中に流出する事態へと変貌した。培養液が島中に流出した際、培養液の弱点が海水であることに気付いた悟天が、トランクスやクリリンと協力したかめはめ波で海水を押し出し、島ごと海水で浸したことにより沈静化した。この直後に海中から培養液と一体化して身体が巨大化した状態のバイオブロリーが現れて悟天たちに襲い掛かるが、他の培養液と同様に海水に触れたことで身体が硬化してしまい、培養液と一体化して身体が巨大化したバイオブロリーが現れる。
ランドセルタワー
『ドラゴンボールZ 龍拳爆発!!悟空がやらねば誰がやる』に登場。魔導師ホイが悟飯たちと出会い、ヒルデガーンが復活した場所。
リゾート島
『ドラゴンボール超 ブロリー』に登場。西の都から南に1600キロの地点にある、南国の雰囲気が漂う島。ブルマの別荘があり、悟空とベジータが多少暴れても大丈夫なように修行用として用意した場所でもある。ブルマの別荘はイタリアのアマルフィをイメージしている。
レッド製薬
『ドラゴンボール超 スーパーヒーロー』に登場。レッドリボン軍の表向きの活動拠点。街はずれの広大な敷地内に本社ビルがある。世間の評判を意識して「自然を大事にしている風」を装っており、森林に囲まれた環境に設立されている。
レッドリボン軍基地
『ドラゴンボール超 スーパーヒーロー』に登場。岩山の頂上にある、ひょうたん形のクレーターに建造された巨大基地。クレーターは外からは湖に見えるようにカモフラージュされている。入口となる岩山の洞窟の奥には多くのロボットや重機が動いている工場があり、さらに奥には壮大に整備された巨大都市のような施設が広がっている。基地中央に巨大なメインタワーがそびえ立ち、周囲には基地専用のモノレールが深い谷間を巡るように走っている。メインタワーの指令室ではマゼンタたちの会議が行われている他、ガンマ1号と2号のエネルギー補給のための機械が設置されている。基地の築かれた大きなクレーターに連なる、小さなもうひとつのクレーターの地下深くには人造人間を生み出すためのラボがあり、セルマックスの培養カプセルやDr.ヘドの生活スペースが併設されている。秘密基地だが自己主張が抑えられず、入口にレッドリボン軍マークを飾ってアピールしている。監督の児玉徹郎によると制作当初のイメージは「おもちゃ箱をひっくり返したような基地」であり、レールなどアトラクション的なものが入れられている。戦艦で闘うという案もあったが実現せず、本編では格納庫で一瞬だけ巨大戦艦が映るシーンがある。